# Sas István
Sas István (Budapest, 1946. augusztus 16. – 2018. május 27.) Balázs Béla-díjas magyar filmrendező, reklámpszichológus, műsorvezető, érdemes művész, nyolcszoros cannes-i díjnyertes, Stern Samu (1874–1946) dédunokája.

## Életpályája
Sas Pál (1915–1992) és Bamberger Lídia (1924–1985) fiaként született. A vészkorszak idején apai nagyszüleit Dombóvárról Auschwitzba deportálták; anyja és anyai nagyszülei a Kasztner-vonattal hagyták el Magyarországot és Svájcban találtak menedéket.
Több mint 2000 reklámfilm írója és rendezője. Nevéhez fűződik többek közt a Hurka Gyurka- és a Cascoreklám. Sas István rendezte a reklámfilmeket; többségében az M7 (együttes) játszotta, énekelte, Postásy Júliával együtt. A zenét pedig Rusznák Iván írta.

Sas István filmrendező Rusznák Ivánról:
Amiért ezek a jelmondatok ilyen hosszú távon megmaradhattak a közösségi emlékezet legmélyebb rejtekein, annak a legfőbb titka, hogy a sors összehozott egy Rusznák Iván nevű hihetetlenül tehetséges fiatal zeneszerzővel, aki csak úgy ontotta magából a zseniális dallamokat. Ő volt a Skála Kópé, a Pécsi kesztyű, a Hurka Gyurka rigmusainak kitalálója, ő volt a Traubi, a Fabulon, a Márka, a Sió, a Liberó, az S modell, a Buci baba, a Sárvári termálkristály, és ki tudja még, hány slágerré vált dal szerzője.
1965–1970 között az ELTE BTK pszichológia-magyar szakán tanult.
1965–1974 között a Magyar Televíziónál operatőr, majd a Mafilm dramaturgja lett. 1989–2000 között a Filmiroda Rt. stúdióvezetője. 2000–2002 között a Magyar Televízió szórakoztató-közéleti igazgatója volt. A Budapesti Kommunikációs és Üzleti Főiskolán és a BGF Külkereskedelmi karán tanított.
A Rádió Bézs műsorvezetője volt.
2018. május 29-én a Magyar Reklámszövetség (MRSZ) elnöksége közleményben jelentette be, hogy saját halottjának tekinti Sas Istvánt, aki vasárnap (május 27-én) hunyt el.

## Magánélete
1989-ben házasságot kötött Harazin Irénnel. Egy fiuk született: Ádám (1989).

### Állami kitüntetések
- Balázs Béla-díj (1985)
- Érdemes Művész (1988)
- A Magyar Érdemrend lovagkeresztje (2006)[5]

### Szakmai kitüntetések
- A Magyar Reklámért
- Fáy András-díj
- Skála Emlékérem
- MRSZ örökös tag (2015)

### Cannes-i díjak
- A „Véletlen” (tanulmány ÁB) 1977 Bronz
- Titkos Gyár (Kékkúti) 1978 Bronz
- Beszélő magnó (MK 27) 1979 Bronz
- Anna Víz 1980 Ezüst
- Love Story 1981 Bronz
- 1964 (Exotic) 1983 Bronz
- WC panasz 1984 Bronz
- Halászlé 1985 Nemzeti díj
- Marc Garázs 1985 Nemzeti Díj
- Véradás 1986 Diploma
- Lombik (NN) 1989 Nemzeti Díj

### Fesztiváldíjak
- Monte Catini (Idegenforgalmi Filmfesztivál) 1981
- Carlovy Vary Grand Prix 1979
- Várnai Filmfesztivál Grand Prix (3x) 1977-80
- Brno 1980-85 Fődíj
- San Sebastian Arany 1987
- Toronto Diploma 1988
- Turku Legjobb rendező 1990
- Prince Award Budapest I. díj 1995

## Reklámfilmjeiből
- Disznósajt
- Hurka Gyurka[6]
- Pécsi kesztyű
- Skála kópé
- Cascót akarok
- Traubit kérünk
- Sebaj jövünk
- Füttyös óvszer
- S modell
- Derby
- Forgóajtó
- Liberó
- AIDS
- Beautiful Budapest
- Magyarország csodaszép
- Kastélyok
- Egy ország ízei
- Miskolc felett a nap

## Művei
- Reklámfilm és kreativitás. Kézirat gyanánt; Magyar Reklámszövetség, Budapest, 1980
- Reklám és pszichológia; Kommunikációs Akadémia, Budapest, 2005 (Kommunikációs Akadémia könyvtár)
- Reklám és pszichológia; 3. jav., bőv. kiad.; Kommunikációs Akadémia, Budapest, 2007 (Kommunikációs Akadémia könyvtár)
- Az ötletes reklám – Útikalauz a kreativitás birodalmába; Kommunikációs Akadémia, Budapest, 2007 (Kommunikációs Akadémia könyvtár) 310 oldal ISBN 9789630629928
- Reklám a jóért; Kommunikációs Akadémia, Budapest, 2010
- Reklám és pszichológia a webkorszakban. Upgrade 3.0; Kommunikációs Akadémia, Budapest, 2012 (Kommunikációs Akadémia könyvtár)
- Ezt nem adom, ez disznósajt! Történetek, tanulságok, töprengések a reklám világából; Kommunikációs Akadémia, Budapest, 2015